# Columbus Globus für staatliche und industrielle Führer

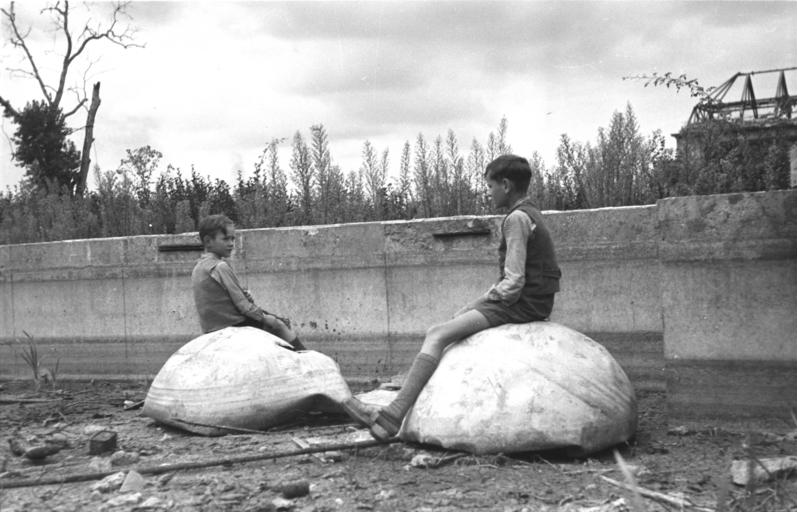
Twee jongetjes zitten in de tuin van de Rijkskanselarij op de resten van Hitlers globe, een Columbus globe

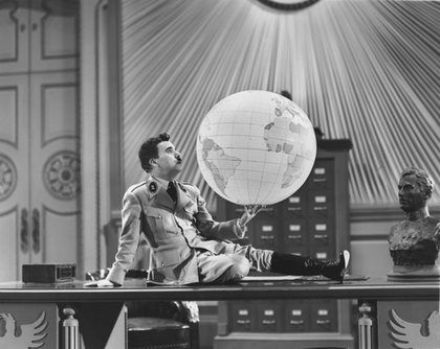
Beeld uit The Great Dictator

De Columbus Globus für staatliche und industrielle Führer was een model globe die in de jaren 30 door de Duitse uitgeverij Columbus op de markt werd gebracht. Omdat Adolf Hitler er een paar van bestelde, staat dit instrument ook bekend als de Hitlerglobe.
De uitgeverij Columbus werd aan het begin van de twintigste eeuw opgericht door de broers Peter en Paul Oestergaard. Al snel specialiseerde de onderneming zich in het vervaardigen van globes. In de jaren 30 werd een uitzonderlijk groot model globe geproduceerd, met een diameter van 106 cm. Er zijn er verscheidene van verkocht, maar details zijn niet te achterhalen omdat fabriek en archief in 1943 bij een bombardement verloren gingen.
In elk geval twee (extra grote) exemplaren werden door Adolf Hitler besteld, eentje voor hemzelf en de andere voor het hoofdkwartier van de nazipartij. Ze moeten bijna het formaat van een Volkswagen hebben gehad en een fortuin gekost hebben. Het is niettemin onwaarschijnlijk dat de Führer aan het instrument speciale waarde hechtte.
Anno 2015 worden in Berlijn drie van deze globes bewaard, maar geen daarvan is het exemplaar van Hitler. In 2007 werd op een veiling $100.000 betaald voor een globe die van Hitler zou zijn geweest, maar dat was een kleiner exemplaar.

## The Great Dictator
De Britse komiek Charlie Chaplin parodieerde Hitler in de film The Great Dictator, waarbij hij de megalomanie van de Führer met name op de hak nam in een scène met een opblaasglobe, geïnspireerd door de Hitlerglobe.